# Venafro
Venafro is een stad in de Zuid-Italiaanse regio Molise en ligt in de provincie Isernia.
De plaats is gelegen in het uiterste zuidwesten van Molise, aan de voet van de berg Santa Croce  (1026 m). Venafro heeft een al een lange geschiedenis achter de rug en bestond waarschijnlijk al voor het uitbreken van de Punische oorlogen. Voor de Romeinen was Venafrum een belangrijk centrum. Zij bouwden hier onder andere een amfitheater, een theater en aquaduct waarvan de resten heden ten dage nog te zien zijn. Andere monumenten in het centrum zijn de 13de-eeuwse basiliek San Nicandro, de kathedraal uit 1575 en het middeleeuwse Castello Pandone.
Tegenwoordig is Venafro, na de provinciehoofdstad Isernia, de grootste stad van westelijk Molise. Rondom de plaats is redelijk wat voedingsmiddelen- en metallurgische industrie te vinden.

## Externe link

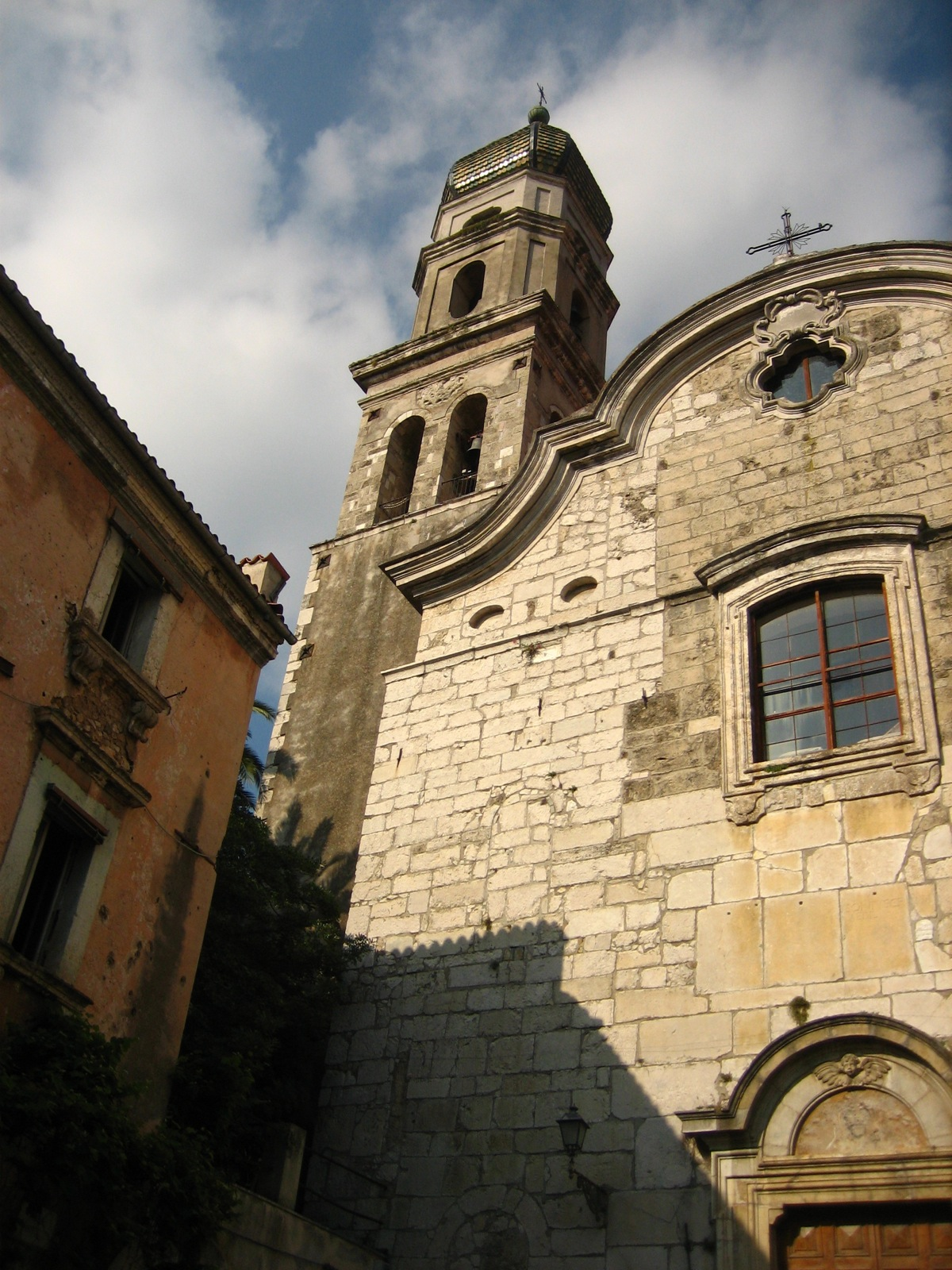
Kerk dell'Annunziata
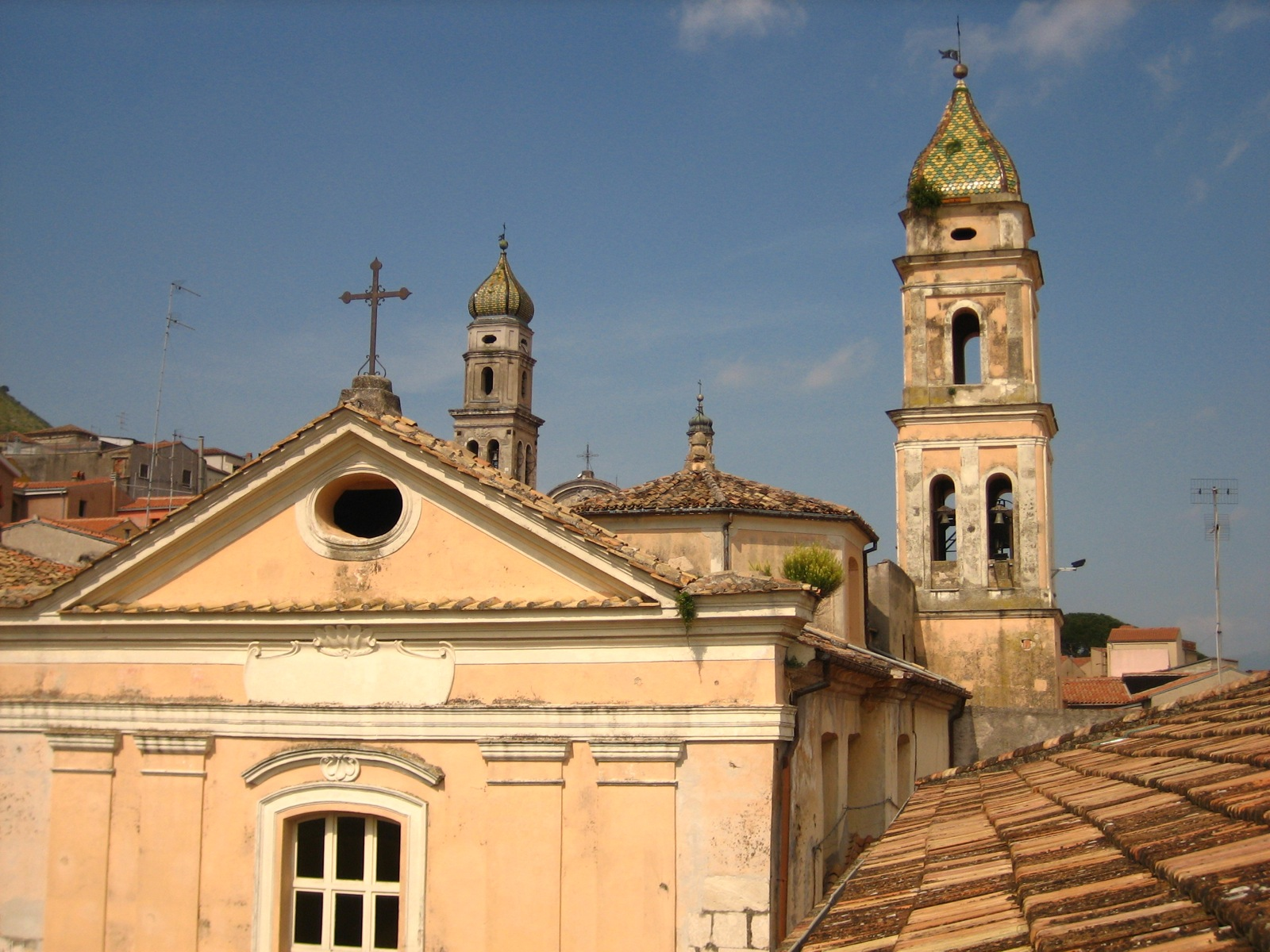
Christuskerk
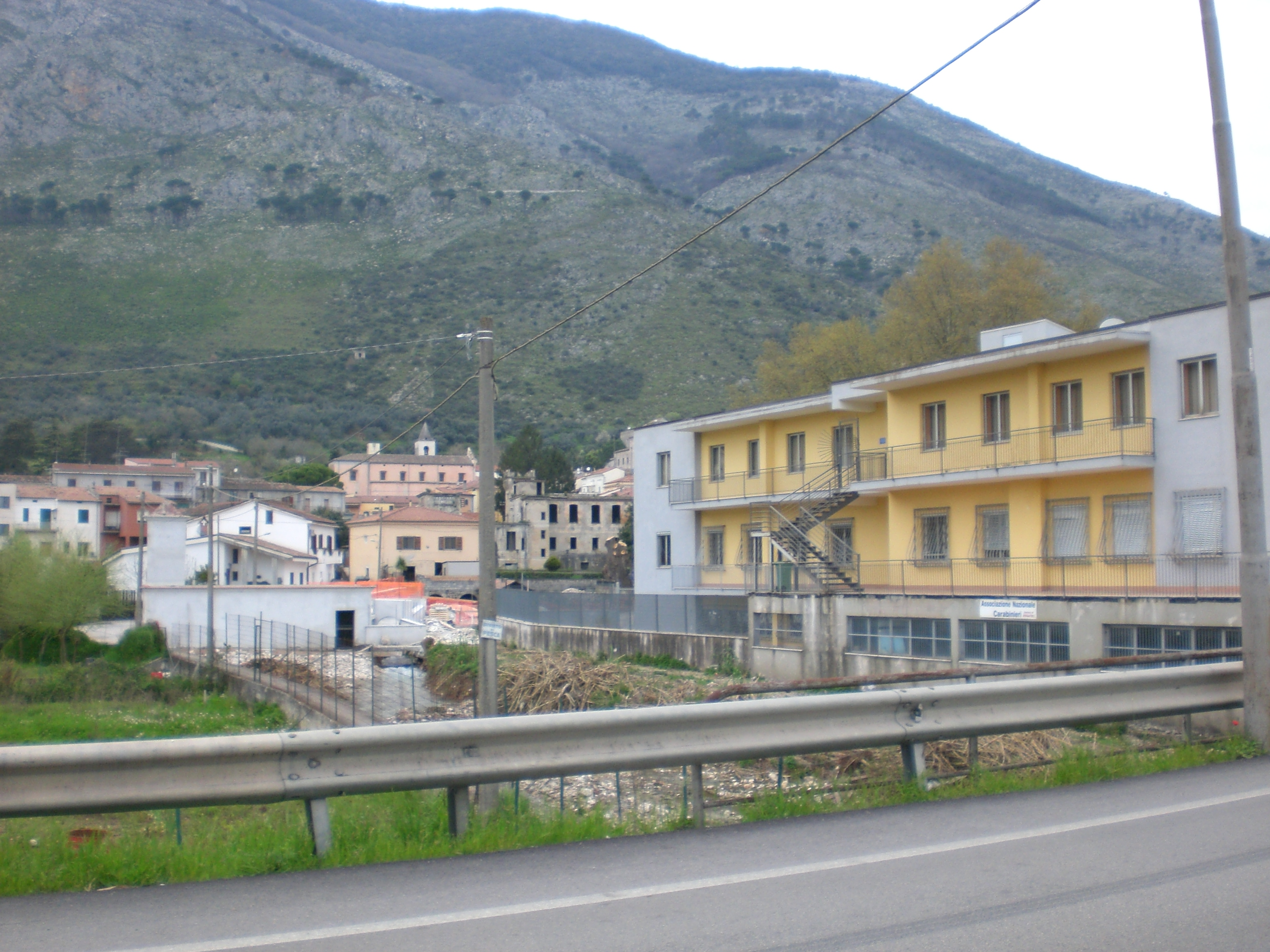
Venafro